# Río Caquena
El río Caquena, en su curso inferior llamado río Cosapilla, es un curso natural de agua que se origina en Chile y fluye hasta su desembocadura en el río Uchusuma en Bolivia. Este río forma parte de la cuenca endorreica del Salar de Coipasa. 

## Trayecto
El Río Caquena nace entre los conos volcánicos que componen los Nevados de Payachatas en su vertiente occidental. A lo largo de un trayecto de aproximadamente 25 km, discurre de sur a norte por el territorio chileno. En esta sección de su recorrido, el río Colpacagua se presenta como su único afluente chileno, aportando sus aguas aproximadamente 6 km al sur del poblado de Caquena.

## Caudal y régimen
El Río Caquena se inserta dentro del Sistema endorreico Titicaca-Desaguadero-Poopó-Salar de Coipasa, una cuenca interior de América del Sur que recoge las aguas provenientes del Lago Titicaca. Estas aguas son conducidas por el Río Desaguadero hacia el Lago Poopó y canalizadas al Lago Coipasa mediante el río Laca Jahuira.
|  |

.

## Historia
Luis Risopatrón lo describe en su Diccionario Jeográfico de Chile de 1924:
Caquena (Rio) 18° 00' 69° 16'. Recibe las aguas de las faldas NW de los nevados de Payachata, corre hacia el NW, baña las vegas de aquella denominación i recibe poco después el nombre de rio Cosapilla, cuyo curso constituye el límite con Bolivia; en la angostura del cerro Carbiri, se erijió una pirámide divisoria el 17 de junio de 1906, a la altitud de 4 349 m. 116, p. 346 i 381; 134; i 156; i Caquena o Cosapilla en 116, p. 328.